# Étival-lès-le-Mans
Étival-lès-le-Mans è un comune francese di 2 099 abitanti situato nel dipartimento della Sarthe nella regione dei Paesi della Loira.

## Società

### Evoluzione demografica
Abitanti censiti